# Theages postfusca
Theages postfusca är en fjärilsart som beskrevs av Embrik Strand 1920. Theages postfusca ingår i släktet Theages och familjen björnspinnare. Inga underarter finns listade i Catalogue of Life.